# Hydropisphaera leucotricha
Hydropisphaera leucotricha är en svampart som först beskrevs av Penz. & Sacc., och fick sitt nu gällande namn av Rossman & Samuels 1999. Hydropisphaera leucotricha ingår i släktet Hydropisphaera och familjen Bionectriaceae.   Inga underarter finns listade i Catalogue of Life.